# Giovanni Stradone
Giovanni Stradone (n. 9 noiembrie 1911, Nola, Campania, Italia – d. 1981, Roma, Italia) a fost un pictor ce a reprezentat Italia, medaliat olimpic. A participat la o ediție a Jocurilor Olimpice (1948) în care a câștigat o medalie de argint.